# Ван Гог-Бонгер, Йоханна
Йоханна Гезина ван Гог-Бонгер (нидерл. Johanna Gezina van Gogh-Bonger; 4 октября 1862 — 2 сентября 1925) — нидерландский редактор и переводчик писем братьев Ван Гогов. Она была женой арт-дилера Тео Ван Гога и невесткой художника Винсента ван Гога, сыграв ключевую роль в росте известности последнего.

## Ранняя биография
Йоханна Гезина Бонгер родилась 4 октября 1862 года в Амстердаме (Нидерланды). Она была пятым ребёнком в семье из семи детей, дочерью Хендрика Кристиана Бонгера (1828—1904), страхового брокера, и Гермины Луизы Вайсман (1831—1905). Семья увлекалась музыкой, устраивая вечерние выступления квартетов, а Йоханна стала искусной пианисткой. В отличие от своих старших сестёр, которые занимались домашним хозяйством, Йоханне, «весёлой и жизнерадостной девочке», было позволено продолжить своё образование. Она изучала английский язык. Йоханна провела несколько месяцев в Лондоне, работая в библиотеке Британского музея.
С 17 лет она вела подробный дневник, который стал источником многих сведений о Винсенте ван Гоге. В это же время она попала под влияние писателя-нонконформиста Мультатули.

## Зрелые годы

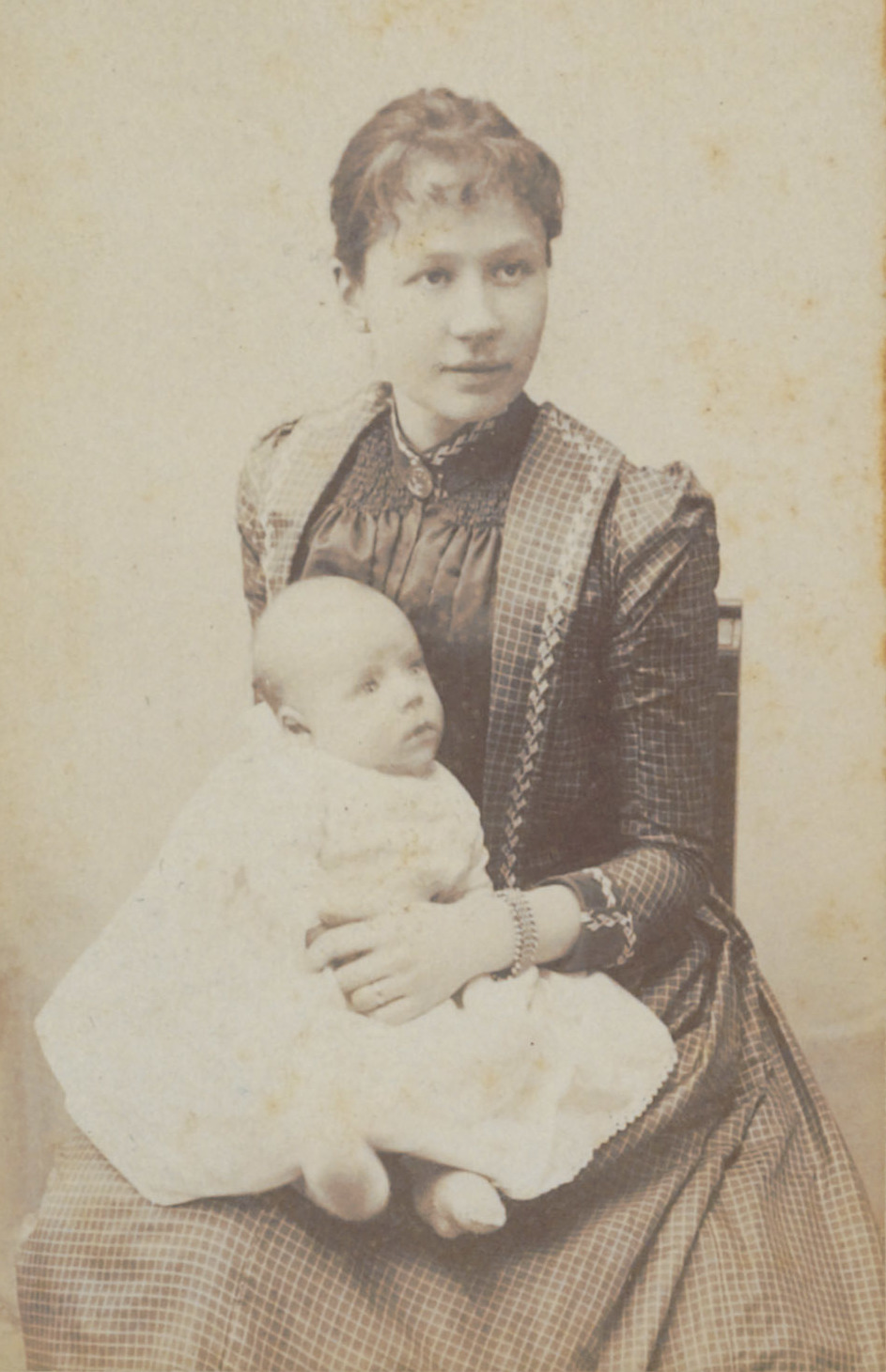
Йоханна с сыном Винсентом Виллемом в студии фотографа Рауля Сайссе, Париж, 1890 год

В возрасте 22 лет Йоханна Бонгер стала учителем английского языка в школе-интернате для девочек в Элбюрге, а затем преподавала в средней школе для девочек в Утрехте. Примерно в это же время в Амстердаме её брат Андрис познакомил её с Тео ван Гогом, братом Винсента. Одна из сестёр Ван Гога описала её как «умную и нежную».

### Первое замужество
Тео увлёкся Йоханной и приехал в Амстердам, чтобы признаться ей в любви. Удивлённая и раздражённая тем, что мужчина, которого она едва знала, хочет жениться на ней, она отказала ему. Однако на следующий год она приняла его предложение, и они поженились в Амстердаме 17 апреля 1889 года. Их сын Винсент Виллем родился 31 января 1890 года. После смерти Тео в январе 1891 года Йоханна осталась вдовой с маленьким сыном на руках.
У неё осталась только квартира в Париже, заполненная несколькими предметами мебели и около 200 тогда ещё не имевших ценности работ её деверя Винсента. Несмотря на то, что ей советовали избавиться от картин, она вместо этого вернулась в Нидерланды, открыла пансионат в Бюссюме, деревне в 25 км от Амстердама, и начала восстанавливать свои контакты в мире искусства. Во время своего замужества она не вела дневника, но возобновила его, надеясь, что сын когда-нибудь прочтёт его. В качестве дополнительного заработка она переводила короткие рассказы с французского и английского языков на нидерландский. 
В 1905 году, к явному неодобрению своей семьи, она стала одной из основательниц женского социалистического движения (в частности, Амстердамского социал-демократического женского пропагандистского клуба, стремившегося «улучшить образование рабочего класса и условия труда женщин»), но не позволила этому занятию помешать воспитанию своего сына. К тому времени она уже некоторое время состояла в Социал-демократической рабочей партии, а в 1915 году вместе с Хелен Анкерсмит и Керри Потхёйс-Смит отправилась в Берн на Международную женскую социалистическую конференцию за мир. 
В 1892 году, во время организации выставки работ Винсента, она подверглась резкой критике со стороны художника Ричарда Роланда Холста:
«Госпожа Ван Гог — очаровательная маленькая женщина, но меня раздражает, когда кто-то фанатично рассуждает о предмете, о котором он ничего не знает, и хотя она ослеплена сентиментальностью, всё же думает, что она занимает строго критическую позицию. Это школьная болтовня, не более того. […] Работа, которую госпожа Ван Гог считает, что лучшие работы — это те которые заставляют проливать её много слёз; она забывает, что её печаль превращает Винсента в бога»
.

### Второе замужество

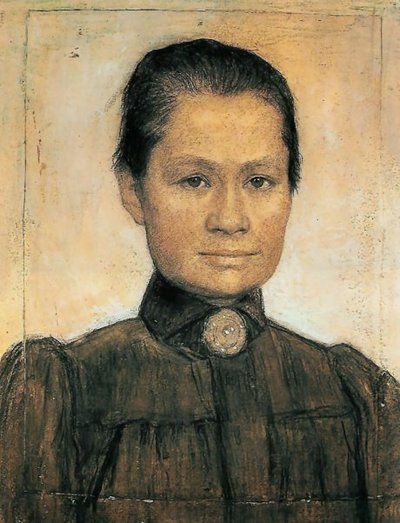
Йоханна Бонгер, портрет, написанный её вторым мужем в 1905 году

В августе 1901 года Йоханна вышла замуж за Йохана Кохена Госсалка (1873—1912), голландского художника, родившегося в Амстердаме (до того, как выйти за него замуж, у неё был непродолжительный роман с другим живописцем, Исааком Исраэлсом). В 1912 году она вновь овдовела. В 1914 году она перевезла тело Тео из Утрехта в Овер-сюр-Уаз и похоронила его рядом с могилой Винсента. Побег плюща, взятый из сада Поля Гаше, по сей день украшает обе могилы.

### Работа с наследием Ван Гога
После смерти Винсента и её мужа Йоханна усердно работала над редактированием переписки братьев, выпустив первый том на нидерландском языке в 1914 году. Она также сыграла ключевую роль в росте известности Винсента ван Гога, передавая его работы на различные ранние ретроспективные выставки. Кроме того, Йоханна написала историю семьи Ван Гогов.
Она поддерживала контакт с Эженом Бошем, другом Винсента ван Гога, которому подарила его портрет кисти Ван Гога в июле 1891 года. Йоханна также поддерживала связь с Эмилем Бернаром, который помогал ей продвигать картины Винсента ван Гога.

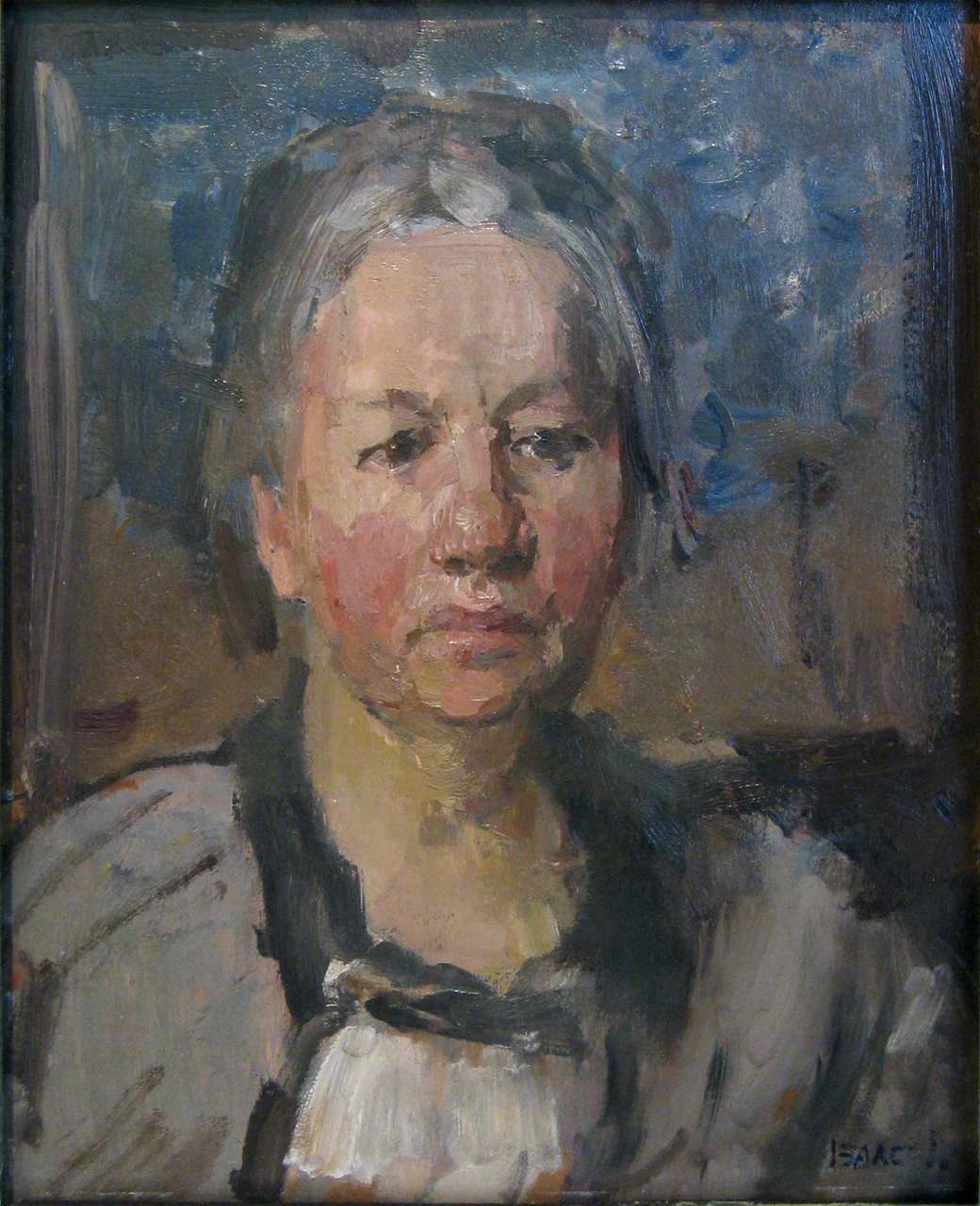
Посмертный портрет маслом кисти Исаака Исраэлса

Наследие и слава многострадального художника Винсента Ван Гога начали распространяться в годы, последовавшие за его смертью; сначала в Нидерландах и Германии, а затем и по всей Европе. Его дружба с младшим братом Тео была задокументирована в многочисленных письмах, которыми они обменивались с августа 1872 года. Йоханна ван Гог-Бонгер опубликовала эти письма в трёх томах в 1914 году. Поначалу она тесно сотрудничала с немецкими арт-дилерами и издателями Паулем Кассирером и его двоюродным братом Бруно, организовывая выставки картин Ван Гога в Берлине, а в 1914 году опубликовала первый том «Писем к Тео». Публикация этих писем помогла предать известности неотразимой мистике Винсента ван Гога, страстного и преданного своему делу художника, который страдал за своё искусство и умер молодым.

## Поздняя биография
Йоханна жила в Нью-Йорке с 1915 по 1919 год, после чего вернулась в Амстердам. На склоне лет она страдала от болезни Паркинсона, но несмотря на это, продолжала до самой смерти заниматься продажей произведений Винсента ван Гога. Она скончалась 2 сентября 1925 года в возрасте 62 лет в своём загородном доме в Ларене (Нидерланды). В момент своей смерти она всё ещё была занята переводом 526 писем Винсента на английский язык. В её некрологе, опубликованном в газете « De Proletarische Vrouw» 10 сентября 1925 года, говорится: «Она всегда извинялась за то, что не принимала более активного участия в [социалистическом] движении. Она говорила, что достойное воспитание сына также было благом для общества. „Так что это было моей главной работой“». У неё был один ребёнок и четверо внуков. После её смерти её сын Винсент Виллем ван Гог унаследовал коллекцию из около 400 картин и многих других рисунков, а также письма братьев Ван Гог и объемную деловую документацию.